# Ichniotherium praesidentis

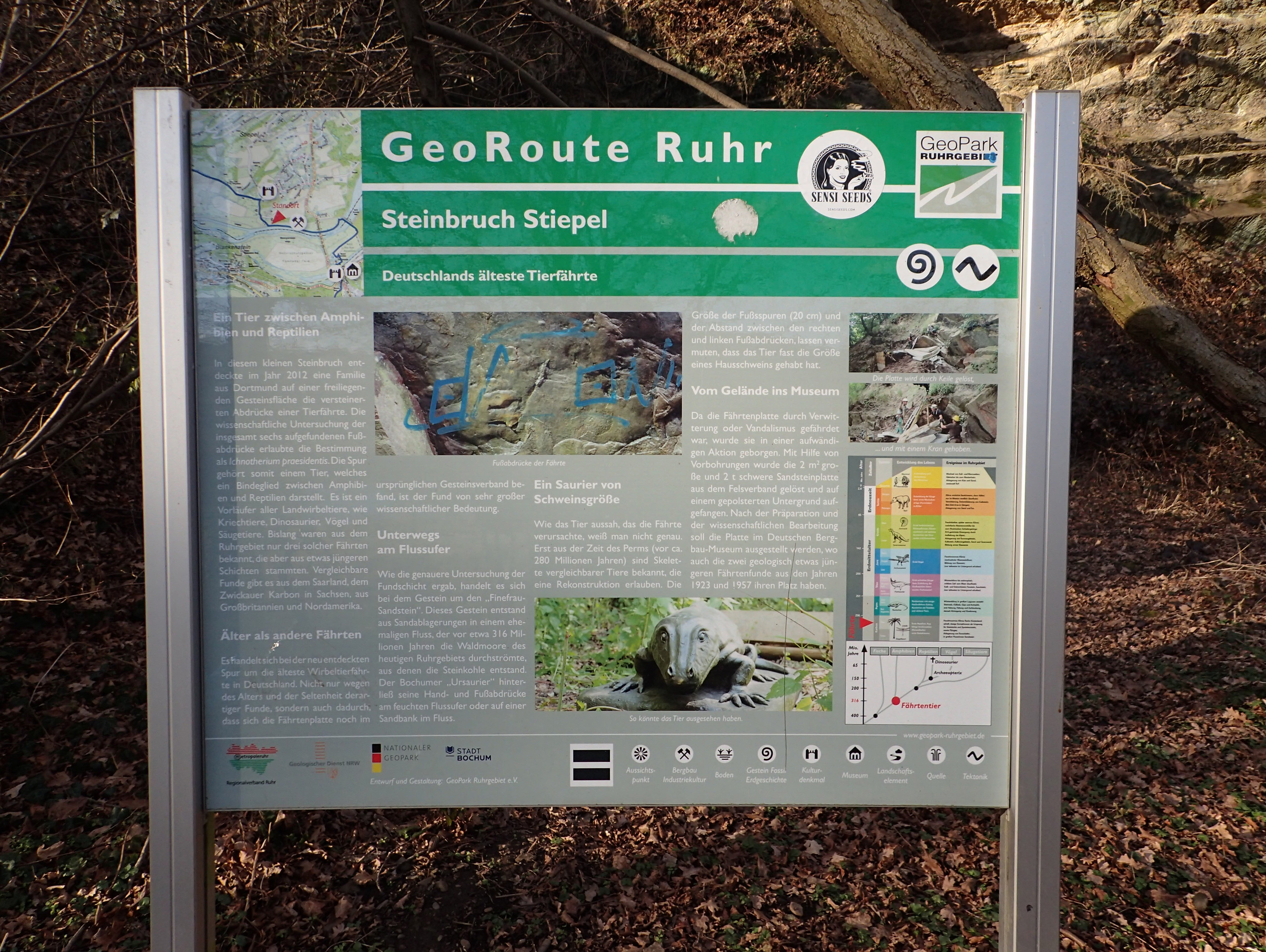
Tafel zur Fährte mit möglichem Aussehen des Tieres

Ichniotherium praesidentis ist ein Spurenfossil aus dem Oberkarbon (Westfalium A, Langsettium, etwa 315 bis 316 Millionen Jahre alt). Es handelt sich bei der Spur um die älteste Landwirbeltier-Fährte Deutschlands.
Ähnliche Fährten aus der berühmten Wirbeltierfundstätte Steinbruch Bromacker in Thüringen (aus dem jüngeren Unterperm), die ebenfalls in die Spurfossilgattung Ichniotherium gestellt worden sind, konnte den fossilen Arten Diadectes absitus und Orobates pabsti zugeordnet werden, die zur Gruppe der Diadectomorpha gehören, die nach verschiedenen Hypothesen entweder Schwestergruppe der Amnioten gewesen sein oder zu den frühesten Amnioten gehört haben könnten. Man nimmt daher an, dass der, bisher unbekannte, Spurerzeuger von Ichniotherium praesidentis eine ähnliche Morphologie besessen hat. Die Genese der Spuren von Orobates wurde anhand eines Modells rekonstruiert, anhand dessen Daten ein Roboter konstruiert wurde, der den Gang des Spurerzeugers nachahmte. Demnach besaßen Ichniotherium-Spurerzeuger bereits einen deutlich fortschrittlicheren Gang als bis dahin angenommen.

## Funde

### Einteilung und Typenfossil
Ichniotherium praesidentis wurde, als Megapezia praesidentis im Jahr 1956 durch den Geologen Hermann Schmidt erstbeschrieben und 2010 durch Sebastian Voigt und Michael Ganzelewski in die schon 1892 beschriebene Formgattung Ichniotherium gestellt, nach dem Hartmut Haubold 1971 dafür eine eigene Gattung Schmidtopus vorgeschlagen hatte. Typfossil war eine Sandsteinplatte, die im Jahr 1924 auf der siebten Sohle, in 420 Meter Tiefe, auf der Bochumer Steinkohlenzeche Präsident gefunden worden war. Die Platte wird heute im Deutschen Bergbau-Museum Bochum ausgestellt. 

### Fund in Stiepel 2012

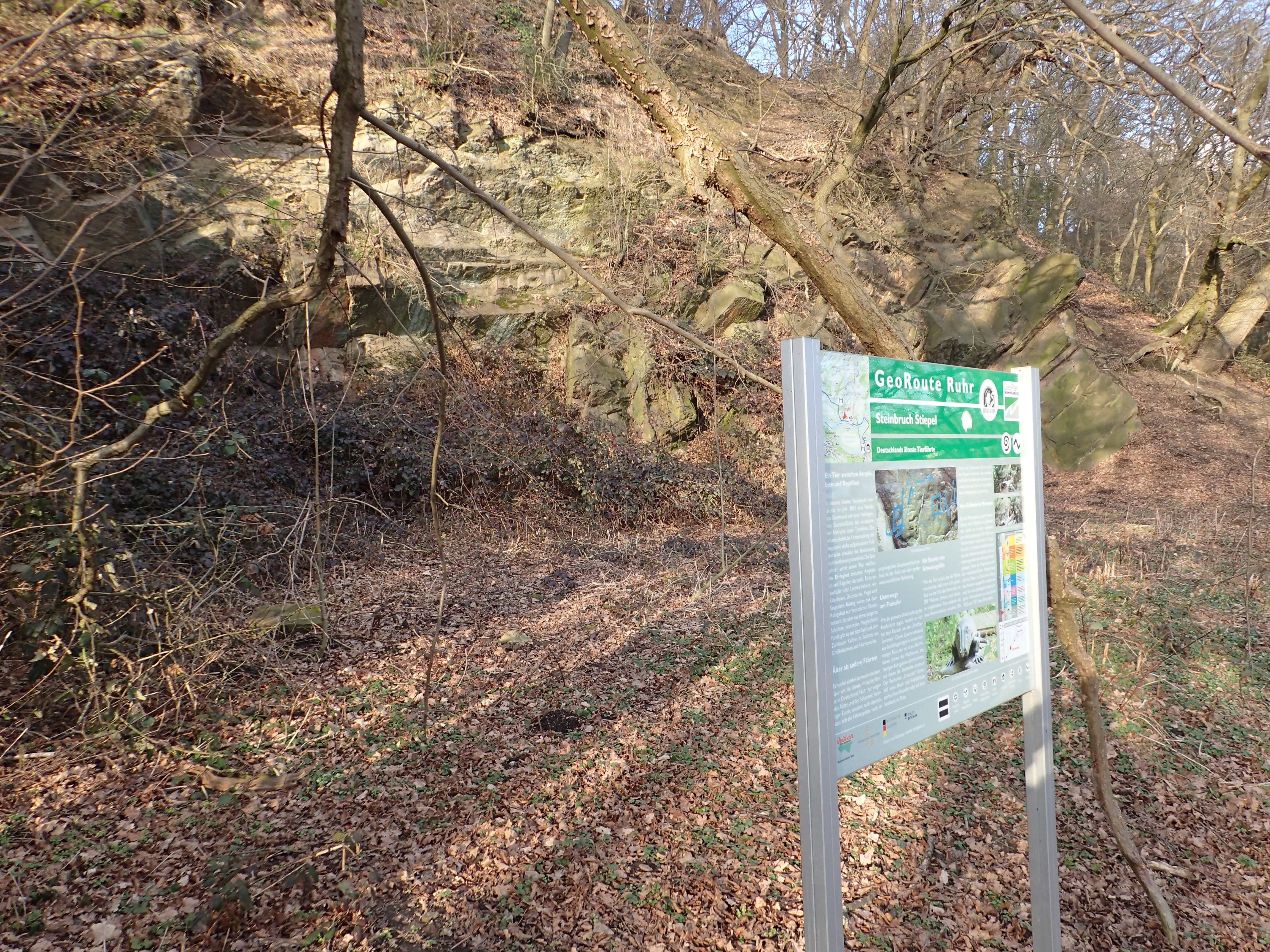
Steinbruch in Stiepel, Fundort der Färte von 2012

Großes öffentliches Aufsehen erregte der zweite Fund in einem aufgelassenen Steinbruch An der Alten Fähre in Bochum-Stiepel. Hier entdeckte im Jahr 2012 eine Dortmunder Familie in dem bereits Jahrzehnte vorher stillgelegten kleinen Steinbruch die senkrecht stehende Platte mit der Fährte in der Steinbruchwand. Sie wurde zur Verhinderung von Beschädigungen und Vandalismus erst 2013 geborgen und gesichert wurde. Dabei wurde eine 2 m² große und 2 t schwere Sandsteinplatte aus dem Felsverband gelöst und auf einem gepolsterten Untergrund aufgefangen. Die Bergung wurde von großem Medieninteresse begleitet.
Es handelt sich um eine Gesteinsschicht des „Finefrau-Sandstein“. Dieses Gestein entstand aus Sandablagerungen in einem ehemaligen Fluss, der vor etwa 316 Millionen Jahren die Waldmoore des heutigen Ruhrgebiets durchströmte, aus denen die Steinkohle entstand. Nicht nur wegen des Alters und der Seltenheit derartiger Funde, sondern auch dadurch, dass sich die Fährtenplatte noch im ursprünglichen Gesteinsverband befand, ist der Fund von großer wissenschaftlicher Bedeutung.
Das als „Ursaurier“ benannte Tier wurde nach einem Namenswettbewerb 2017 als Fährtinand das Maskottchen des GeoPark Ruhrgebiet.
Die neu entdeckte Fährtenplatte wurde bisher bislang nicht wissenschaftlich beschrieben.

## Beschreibung
Wie alle Ichniotherium-Fährten handelt es sich bei Ichniotherium praesidentis um eine fünfzehige, plantigrade Fährte eines vierfüßigen Landwirbeltiers. Die Abdrücke der Vorder- (Manus) und Hintergliedmaßen (Pes) sind verschieden geformt und verschieden groß. Die Abdrücke der größeren Hintergliedmaßen erreichen 15 Zentimeter Länge und bis zu 17 Zentimeter Breite. Die Zehen eins bis vier sind graduell länger, während die fünfte Zehe wieder etwas kürzer ist (etwa so lang wie die dritte). Der Abdruck der äußeren Zehe ist meist undeutlich; er umfasst meist nur einen Abdruck der Spitze, oder er fehlt ganz. Die Spitzen der Zehen zeigen oft eine schwache etwa halbkreisförmige Erweiterung, die Sohle ist tief eingedrückt mit unterschiedlich gestaltetem Vorderrand. Die Spur ist im Verhältnis zur erschließbaren Körpergröße sehr breit mit geringer Schrittweite. Von den aus Bromacker beschriebenen und häufig gefundenen Ichniotherium sphaerodactylum und Ichniotherium cottae unterscheidet unter anderem das Schrittmuster, bei dem jeweils zwei Abdrücke aufeinanderfolgender Schrittphasen ein dicht beieinander liegendes Paar bilden. Außerdem sind die Einzelabdrücke stärker nach außen gedreht.
Die Spurfossilien sind etwa fünf bis zehn Millionen Jahre älter als die ältesten fossilen Funde von Diadectomorpha als den mutmaßlichen Spurerzeugern (und etwa 30 Millionen Jahre älter als die Ichniotherium-Spuren aus Bromacker). Da aber ältere Fossilien von Tetrapoden aus fortgeschritteneren Verwandtschaftslinien bereits früher gefunden wurden, ist die Präsenz von Diadectomorpha in der angegebenen Zeitstellung hoch wahrscheinlich zu erschließen („ghost range“), sodass dies kein Argument gegen einen Vertreter dieser Gruppe als Spurerzeuger ist.